# Kim Min-ji (김민지)
Kim min-ji (hangul:김민지) nascida em 16 de janeiro de 2001, é uma cantora sul-coreana que iniciou sua carreira em 2017 com o grupo de kpop Busters como lider e dancarina principal.